# Cirknica (potok)
Círknica je levi pritok Pesnice pri Pesniškem Dvoru v severnem delu Slovenskih goric. Kot majhen potoček izvira v plitvi dolinici, obdani z vinogradi, v vasi Graßnitzberg (slov. Krasnica) tik onstran avstrijsko–slovenske državne meje. Najprej teče proti jugovzhodu mimo Šentilja do Štrihovca in nato proti jugu mimo Cirknice, Rance in Pesnice pri Mariboru ter se nekoliko niže pri Pesniškem Dvoru izliva v Pesnico. Skoraj celotno porečje je zgrajeno iz miocenskega laporja in ker ima potok tudi zelo majhen strmec, je dolinsko dno iz neprepustnih ilovnatih naplavin in zato od nekdaj mokrotno. Ker je tudi izpostavljeno poplavam, se mu je poselitev v preteklosti izogibala in šele v zadnjih desetletjih se ponekod hiše širijo tudi v samo dolinsko dno. Po dolini pelje Južna železnica iz Dunaja proti Trstu (na tem odseku zgrajena 1843–46) in že v času njene izgradnje so na več odsekih Cirknico prestavili oziroma regulirali; med Cirknico in Ranco je bil potok spremenjen v umetni kanal, ki poteka tik ob železniški progi.
V srednjem in spodnjem toku so Cirknico v okviru melioracijskih del v Pesniški dolini prav tako spremenili v umetni kanal z malo obvodnega rastja. V bolj ali manj naravnem stanju je potok ohranjen v zgornjem toku do Cirknice, kjer je ob njej še precej mokrišč in mokrotnih travnikov, v ostalem delu teče potok med njivami in intenzivno gojenimi travniki. Novi posegi v sam potok in dolinsko dno so predvideni tudi v projektu nadgradnje železniške proge med Mariborom in Šentiljem, vendar naj bi hkrati zmanjšali poplavno ogroženost dolinskega dna in mestoma tudi obstoječe železniške proge. Večji posegi v zgornjem toku so povezani le z gradnjo štajerske avtoceste, ki tik pred državno mejo po nasipu prečka dolino Cirknice.